# 미국-프랑스 관계
미국-프랑스 관계는 미국과 프랑스의 상호 관계를 말한다.

## 상세

### 프랑스의 아메리카 대륙 진출
프랑스는 영국, 스페인, 네덜란드와 더불어 북아메리카 대륙을 식민지화한 대표적인 유럽 제국주의 국가들 중 하나다. 16세기, 프랑스인 자크 카르티에의 탐험으로 시작된 프랑스의 북미 식민지, 누벨프랑스의 영토는 전성기에 뉴펀들랜드에서 로키산맥까지 그리고 허드슨만에서 멕시코만에 이르렀다. 그 중, 현재의 미국 영토에 해당하는 곳은 누벨프랑스의 한 행정구역이었던 프랑스령 루이지애나로서, 미시시피강 유역의 대부분을 포함하고 있으며, 남북으로는 오대호에서 멕시코만까지, 동서로는 애팔래치아산맥에서 로키산맥까지 뻗어 있었다.
프렌치 인디언 전쟁(1755~63년)에서 프랑스가 영국에 패함으로써 1763년에 미시시피 강을 경계로 동쪽을 영국에, 서쪽으로는 플로리다를 대가로 스페인에 양도했다. 프랑스는 비밀 조약으로 서쪽 영토를 되찾았다.

### 미국의 독립 전쟁
북아메리카 내 13개 영국 식민지가 1776년 영국으로부터 독립을 선언하고 전쟁을 시작하였다. 1778년 미국과 프랑스는 동맹을 맺고 영국에 대항하였다. 이후 워싱턴의 지구전 전략과 프랑스 왕국 해군의 적극적인 지원으로 전세는 독립군에게 점점 유리해졌다. 영국은 요크타운 전투에서 결정적인 패배를 당하여 미국과 영국 제국은 1783년 9월 3일에 프랑스 파리에서 〈파리 조약〉으로 평화 협정을 맺었고 영국은 미국의 독립을 승인하게 된다.
미국의 독립 전쟁을 도와주었던 프랑스 왕국은 프랑스 대혁명으로 전복(1789년)되었고 프랑스 총재정부(1795-1799)가 들어선데 이어 미국에서는 연방주의자였던 존 애덤스는 1796년 미국 대통령 선거에서 토머스 제퍼슨을 물리치고 대통령에 당선되었다. XYZ 사건(1797년)으로 양국은 관계가 악화되면서 양국 사이에 전쟁 조짐이 보였다. 연방주의자는 이 기회를 《외국인과 치안법》으로 알렉산더 해밀턴을 수장으로 한 대규모 군대를 조성하고, 프랑스의 침입에 대비하면서 공화당을 침묵시키려는 시도로 이용했다. 그러나 애덤스가 1798년 ‘유사전쟁’을 끝내게 되는 성공적인 평화사절단을 파견하는데 성공하자, 연방주의자들은 분열되어버렸다.

### 미국의 루이지애나 구입
미국과 프랑스 간의 갈등을 미연에 방지하려는 프랑스(나폴레옹 보나파르트)의 정치적인 계산과 미시시피 강 유역의 상업을 장악하고 영토를 넓히려는 미국(토머스 제퍼슨 대통령)의 이해관계가 맞아떨어져 미국은 프랑스로부터 프랑스령 루이지애나와 뉴올리언스를 구입하였다.(1803년, 루이지애나 매입) 이로서 미국의 영토는 두 배로 증가하였고 미국은 점점 하나의 국가로서 모습을 갖추어 나갔고, 프랑스의 미국 식민지배는 끝나게 되었다.

### 잭슨 대통령과 루이 필리프 1세 간 갈등
미국에서는 1829년 3월 4일 앤드루 잭슨 대통령이 취임하였고, 프랑스에서는 1830년 8월 9일 루이 필리프 1세가 즉위하였다. 양국 간에는 사이에서는, 나폴레옹 시대까지 거슬러 올라가는, 미국 선박들의 나포에 따른 약탈에 보상 요구가 각각 잭슨 및 필리프 정부의 긴장 관계를 야기하였다. 프랑스 해군이 미국 선박들을 나포하고 어떤 보상이나 사법적 절차도 없이 강제 노역을 시키고서는 스페인의 항구로 그 배들을 끌고 갔었다. 미국의 국무장관 마틴 밴 뷰런에 따르면, 미국과 프랑스 간의 관계는 "희망이 없었다."  그러나, 잭슨 정부의 주(駐)프랑스 공사 윌리엄 캐벨 리브스는 외교를 통하여, 배상금으로 2500만 프랑(500만달러)를 지급하는 배상금 조약에 프랑스가 서명(1831년 7월 4일)하도록 하였다. 그런데, 프랑스 정부는 내부의 재정 결핍과 정치적 어려움으로 납부를 연체하였다. 루이 필리프 1세와 그의 내각은 프랑스 대의원(代議院)을 비난하였다. 1834년까지도 프랑스 정부가 보상금을 지급하지 않자, 잭슨은 분노하였고 더 이상 참을 수 없게 되었다. 1834년 12월 1일자, 메시지를 통한 제6차 국정 연설에서 프랑스 정부의 납입 연체를 단호하게 질책하고, 미연방정부는 프랑스 정부에 단단히 실망했다는 점을 표명하고, 프랑스에 대한 무역 보복을 승인해 줄 것을 의회에 요청하였다. 잭슨의 성명에 모욕감을 느낀 프랑스인들은 사과를 요구하였다. 1835년 12월 7일자, 메시지를 통한 제7차 국정 연설에서 잭슨은 사과하기를 거절하면서, 그는 프랑스인들에 대해 좋은 견해를 가지고 있으며 그의 의도는 평화적인 것이라고 해명하였다. 그는 조약의 배경이 되는 역사에 대해서 길고도 자세하게 설명하였고, 또한 프랑스 정부가 의도적으로 지급을 지연하는 것이라는 그의 신념도 설명하였다. 프랑스 정부는 잭슨의 교서를 진지하게 받아들이고 1836년 2월에 마침내 보상금을 지급하였다.

### 1,2차 대전
양국은 두 차례에 걸쳐서 발생한 세계 대전에서 같은 진영에서 협력하며 싸웠다. 두 차례 모두 미국의 개입으로 프랑스는 동맹국과 추축국을 몰아낼 수 있었다.

### 냉전
북대서양 조약 기구 회원국으로 두 나라는 국방과 안보 분야에서 협력하며, 바르샤바 조약 기구 및 소련에 대응하였다. 프랑스는 이와 별개로 드골주의를 표방하며 자체적으로 핵무장을 하며, 미국의 안보에 기대지 않고 독자적인 활동을 하였다.

### 현재
미국은 프랑스의 전통적인 우방국이나, 미국 행정부와 프랑스 행정부의 입장 차이로 때로는 불협화음을 내고 있다. 대표적으로, 부시 행정부의 일방주의 대외정책을 프랑스 대통령인 자크 시라크가 비판하면서 외교관계는 소원해진 적이 있었다. 이라크 전쟁 당시 프랑스는 미국의 계획에 대해 반대한 적이 있었을 정도로, 두 국가의 노선은 때로 다른 모습을 보인다. 그러나 미국에서 부시 대통령의 임기가 끝나고 버락 오바마가 대통령이 되자 프랑스와 미국의 관계는 빠르게 회복되고 있다. 미국이 북대서양 조약 기구 탈퇴의 가능성을 언급하고 러시아-우크라이나 전쟁에 대한 다른 시각으로 인해 도널드 트럼프 대통령과 에마뉘엘 마크롱은 서로 불편한 관계를 유지하고 있다.

## 같이 보기
- 프랑스의 대외 관계
- 미국의 대외 관계

## 참고 문헌
- Latner, Richard B. (2002). 〈Andrew Jackson〉.   Graff, Henry. 《The Presidents: A Reference History》 7판. 101–123쪽. ISBN 0-684-80551-0.